# 실뱅 은디아예
실뱅 파트리크 장 은디아예(프랑스어: Sylvain Patrick Jean N'Diaye, 1976년 6월 25일 ~ )는 수비형 미드필더로 활약한 세네갈의 전직 프로 축구 선수이다. 프랑스에서 태어났으며, 세네갈 국가대표팀에서 24경기에 출전하였다.

## 구단 경력
파리에서 태어난 은디아예는 보르도에서 활약했으며, 마르티그, 벨기에 프로 리그의 헨트, 툴루즈, 릴, 마르세유로 임대되었다. 마르세유에 있을 당시 2004년 UEFA컵 결승전에 선발 출전했다.
벨기에 외에도 스페인의 레반테와 테네리페에서 해외 생활을 했으며, 2006년 레반테의 1부 리그 승격에 기여했다. 2008년 7월에는 프랑스로 복귀하여 리그 2 소속 팀인 랭스와 계약했다. 2010년 7월 12일에는 칸과 계약했다.

## 국가대표팀 경력
은디아예는 세네갈 국가대표팀으로 17경기에 출전했으며, 2002년 FIFA 월드컵에 참가했다. 그러나 그는 8강에 진출한 대회에서 출전 기회를 얻지 못했다.